# Francesco Murgia
Francesco Murgia (Olzai, 4 gennaio 1903 – 9 aprile 1998) è stato un politico e avvocato italiano, nella III legislatura subentrò in carica ad Antonio Segni, neoeletto presidente della Repubblica.